# Zucchero bianco

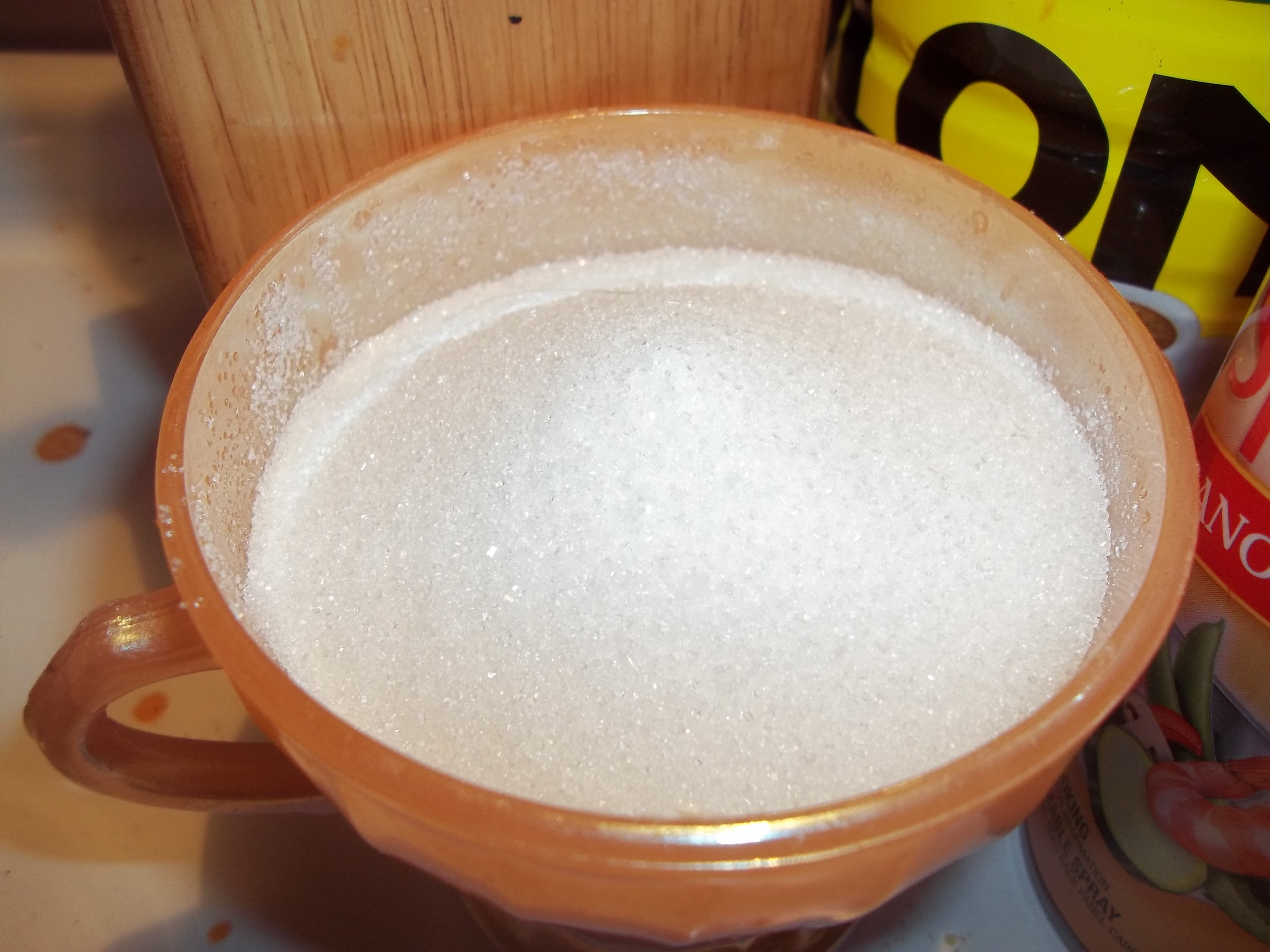
Una ciotola di zucchero bianco

Lo zucchero bianco, o zucchero da tavola, è lo zucchero, indifferentemente di barbabietola o di canna, che ha subito un processo di raffinazione fino a diventare di colore bianco. È lo zucchero comunemente usato in Europa.

## Caratteristiche
La raffinazione (effettuata con latte di calce chiamato anche calce spenta o più propriamente idrossido di calcio) elimina completamente la melassa e rende lo zucchero bianco di fatto saccarosio (con una purezza superiore al 99,7%), la cui formula molecolare è C12H22O11. La provenienza dello zucchero così prodotto è quindi chimicamente indistinguibile, sia essa dalla canna da zucchero o dalla barbabietola da zucchero: è possibile comunque identificarne l'origine tramite un'analisi al carbonio-13 (similmente al metodo del carbonio-14 usato in archeologia).
Dal punto di vista chimico e nutrizionale, lo zucchero bianco non contiene - rispetto allo zucchero bruno - alcuni minerali (come calcio, potassio, ferro e magnesio) presenti invece nella melassa, anche se le quantità contenute in quello bruno sono così piccole da essere di fatto non significative. Le uniche differenze rilevabili sono quindi quelle nel colore bianco e nel sapore meno intenso.